# Wakimaala
Wakimaala, Jedna od 5 lokalnih skupina Yahgan Indijanaca nastanjenih na krajnjem jugu Čilea na kanalu Beagle od Yendegaie do Puerto Róbaloa, te na otocima Amber i Isla Hoste i na Canal Murria.